# Jenna Cato Bass
Jenna Cato Bass (nacida en 1986) es una directora de cine, fotógrafa y escritora sudafricana. Ha utilizado el seudónimo de Constance Myburgh y una de sus obras fue preseleccionada para el Premio Caine 2012.

## Biografía
En 2011 Bass fundó Jungle Jim, una revista especializada en literatura de género. En su sexta edición presentó una novela negra titulada Hunter Emmanuel en la que se investigaba el cruel asesinato de una prostituta. La historia fue preseleccionada para el Premio Caine de escritura africana en 2012.
El primer largometraje de Bass, Love the One You Love, se rodó con utilizando cámaras de teléfonos móviles y un guion parcialmente improvisado. La película cuenta la historia de una operadora de una línea caliente que negocia su relación con su novio y considera la posibilidad de mudarse a Corea. El filme ganó el premio al mejor largometraje sudafricano en el Festival Internacional de Cine de Durban de 2014.
High Fantasy (2017), su segunda película, fue un thriller satírico sobre un grupo de jóvenes viajeros que intercambian misteriosamente sus cuerpos en un viaje de campamento. Rodada una vez más en teléfonos móviles, la película exploraba "la enrevesada maraña de la raza, la clase y la identidad de género en la Sudáfrica de hoy en día". Flatland (2019), una "mezcla de género kitsch y western sudafricano", fue rodada con un presupuesto mayor y fue elegida como la película de apertura en la sección Panorama de la Berlinale de 2019.

## Obras

### Historias
- A Hole in the Ground
- Hunter Emmanuel

### Películas
- Love the One You Love, 2014
- High Fantasy, 2017
- Flatland, 2019